# Quanti Nocc
Quanti Nocc è il terzo album dal vivo del cantautore italiano Davide Van De Sfroos, pubblicato il 22 novembre 2019 dalla MyNina.

## Descrizione
Il disco raccoglie alcuni brani della carriera dell'artista riarrangiati e interpretati dal vivo durante il tour teatrale Tour De Nocc 2019 e nel tour estivo Van Tour 2019. Il disco è stato pubblicato nei formati doppio CD, triplo LP e in download digitale.

## Tracce

### CD 1
Tour De Nocc 2019
1. La nòcc – 6:35
2. San Macacu e San Nissoen – 4:58
3. La preghiera delle quattro foglie – 5:12
4. Ninna nanna del contrabbandiere – 4:05
5. Pulénta e galéna frégia – 6:19
6. Dove non basta il mare – 6:13
7. Ki – 5:27
8. Ventanas – 3:30
9. I ann selvadegh del Francu – 6:12
10. Sciur capitan – 6:07
11. La figlia del tenente – 5:06

### CD 2
1. Brèva e Tivàn – 6:35
2. La balàda del Genesio – 6:35
3. Al paradiso dello scorpione – 5:21
4. La terza onda – 4:05

Van Tour 2019
1. Lo sciamano – 7:17
2. Sügamara – 5:43
3. Nona Lucia – 4:51
4. Yanez – 4:12
5. La curiera – 4:29
6. La balera – 4:37
7. Television – 5:51
8. Grand Hotel – 6:22

## Crediti
Testi e musica di Davide Bernasconi, eccetto La Curiera di Alessandro Giana
- Davide Van De Sfroos - Voce, Chitarra acustica
- Angapiemage Galiano Persico - Violino, cori, mandolino, tamburello salentino, percussioni, didgeridoo
- Riccardo Luppi - Sax baritono, sax soprano, flauto traverso, ottavino
- Paolo Cazzaniga - Chitarra elettrica, chitarra acustica, cori
- Francesco D'Auria - Drums, percussioni, hang, cajon

Van Tour 2019
- Alessandro De Simoni - Fisarmonica, tastiere, cori
- Simone Prina - Basso elettrico

Ospiti
- Giorgio Peggiani - Armonica a bocca (I ann selvadegh del Francu)
- Coro Canterini di Lugano diretti da Alessandro Benazzo (Brèva e Tivàn)